# And I Thought About You (Johnny Hartman)
And I Thought About You è un album discografico del cantante jazz Johnny Hartman, pubblicato nel 1957 dalla Roost Records.
Fu l'unico album che Hartman riuscì a registrare dal dicembre 1956 fino alla realizzazione dell'album con John Coltrane nel marzo 1963.

## Il disco
Il disco è una raccolta di Power ballads con un supporto orchestrale romantico.
Nella recensione dell'album su AllMusic, Scott Yanow definisce Hartman uno dei cantanti di ballate più calorosi del secolo e, in particolare, "la sua profonda voce da baritono è ottima in questo disco, ed enfatizza i tempi più lenti".

## Tracce

### Lato 1
1. "Mam'selle" (Edmund Goulding, Mack Gordon) - 2:33
2. "To Each His Own" (Jay Livingston, Ray Evans) - 2:50
3. "Sunday " (Chester Conn, Benny Krueger, Ned Miller, Jule Styne) - 2:15
4. "Alone" (Arthur Freed, Nacio Herb Brown) - 2:22
5. "Long Ago and Far Away" (Jerome Kern, Ira Gershwin) - 2:47
6. "I Should Care" ( Axel Stordahl, Paul Weston, Sammy Cahn) - 3:15

### Lato 2
1. "Little Girl Blue" (Richard Rodgers, Lorenz Hart) -3:03
2. "But Beautiful" (Jimmy Van Heusen, Johnny Burke) - 3:30
3. "After You've Gone" (Turner Layton, Henry Creamer) - 2:06
4. "There's a Lull in My Life" (Harry Revel, Gordon) - 3:13
5. "How Long Has This Been Going On?" (George Gershwin, I. Gershwin) - 2:42
6. "I Thought About You" (Van Heusen, Johnny Mercer) - 3:10

## Personale
In questa particolare registrazione, Hartman è stato supportato da una sezione ritmica di chitarra, basso e piano, ma nel disco non è stato indicato alcun nome dei musicisti.
- Johnny Hartman - voce
- Rudy Traylor - arrangiamenti
- Teddy Reig - produttore